# Mahamudra
Mahamudra (sanskryt. mahāmudrā; wymowa tybetańska. ciakcien; tyb. ཕྱག་ཆེན།; Wylie. phyag chen) – naturalny stan oraz kompleksowy system prowadzący do tego stanu związany z tantrami jogi najwyższej „nowożytnego przekazu” sarma (Wylie. gsar ma) bądź tantrami wewnętrznymi (Wylie. nang rgyud) „starożytnego przekazu” ningma (Wylie. rnying ma) buddyzmu tybetańskiego. W przekazie sarma są to najefektywniejsze i najbardziej cenione nauki i praktyki.

## Etymologia
Słowo mahamudra z sanskrytu można tłumaczyć jako Wielka (maha) Pieczęć lub Ślad (mudra), gdzie np. alegoria do pieczęci sygnującej wosk gwarantując autentyczność listu, co w tym przypadku odnosi się do „Doskonałego Oświecenia”. Tybetańskie słowo mahamudra to ciakcien, czyli skrót terminu ciakgjacienpo (tyb. ཕྱག་རྒྱ་ཆེན་པོ་, Wylie. phyag rgya chen po).
Ciakgjacienpo ma następujące znaczenie:
- ciak, odnosi się do osobistego i autentycznego zrealizowania obecności „pustości” (siunjata) wybiegającego poza werbalne bądź myślowe konstrukcje,
- gja, odnosi się do słowa „pieczęć”, która uprawomocnia stan niezmienionego autentycznego „samo-wyzwolenia”, nienarodzonego naturalnego stanu (ang. the Ordinary Mind) poza który nie może wybiec bądź go ogarnąć ani samsara ani nirwana, gdyż wszystkie zjawiska mają „wielką pieczęć” ostatecznej rzeczywistości,
- cienpo, odnosi się do słowa „wielka”, gdyż jest wszystko ogarniająca (poznaniem) realizacją unii mądrości i „pustości”, której nie „przewyższy” nawet żadna doskonała dharmakaja.

## Tradycje mahamudry

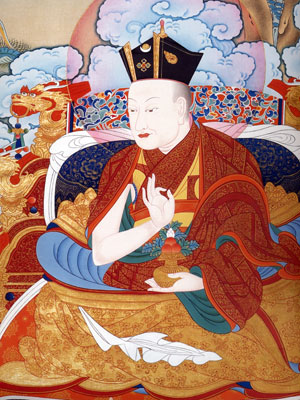
Malowidło przedstawiające IX Karmapę Łangczuk Dordże (Wylie. dbang phyug rdo rje; 1556–1603 r. n.e.), autora uznanych przewodników do praktyk mahamudry stosowanych obecnie w tradycji kagju.

Terminu mahamudra używa się we wszystkich tradycjach buddyzmu tybetańskiego, włączając nawet tradycję ningma, na różne rodzaje praktyk. W tradycji sakja i gelug mahamudra związana jest z doskonałym zrealizowaniem tantr jogi najwyższej. Jednak w szczególności tradycja kagju wyróżnia trzy rodzaje mahamudry:
- mahamudrę sutr, zwaną też „ścieżką wyzwolenia”, która jest ujęciem dla stopniowego rozwoju praktykującego opartym głównie na siastrach mahajany związanych z naukami o naturze Buddy, tj. głównie Utarratantrasiastry, oraz na madjamace i postawie bodhiczitta, gdzie rozwija się medytację wyciszenia (skt. śamatha, tyb. szine) oraz doskonały wgląd (skt. vipaśyanā, tyb. lagtong), a kluczowe są dogłębne metody bezpośrednich instrukcji ukazujących (ang. pointing out instructions) typowych dla tradycji wadżrajana i opartych na oddaniu dla mistrza i jego linii przekazu[2].
- mahamudrę tantr, zwana też „ścieżką metod”, która jest ujęciem tantr jogi najwyższej bazujących na fazie budującej (tyb. cierim) mandali jidama oraz fazie spełniającej (tyb. dzokrim) pracy z kanałami, wiatrami i esencjami w ciele (np. Sześć Dharm Naropy).
- mahamudrę esencji (wymowa tybetańska. ngołö ciakgjacienpo; tyb. ངོ་བོའི་ཕྱག་རྒྱ་ཆེན་པོ་; Wylie. ngo bo’i phyag rgya chenpo), która jest ujęciem natychmiastowej ścieżki bazującej na zrealizowaniu stanu oświecenia zwanego „Zwyczajny Umysł” (Wylie. tha mal gyi shes pa; ang: the Ordinary Mind lub Common Awareness) i na unikatowych metodach o pochodzeniu tantr jogi najwyższej, ustnych bezpośrednich przekazach linii mahamudry mistrza oraz tradycji pieśni zrealizowania (sanskryt: doha) i innych dzieł mahasiddhów (np. Sarahy i Tilopy), ścieżki jedynie gdy doskonale zrealizowany mistrz mahamudry bezpośrednio przekaże unikatową inicjację (chociaż może mylnie wyglądać niczym zwykła czynność) zwaną „Inicjacją Wadżra Mądrości” (sanskryt: adhishthana, ang. the empowerment of vajra wisdom) dla niezwykle oddanego i otwartego na to autentycznego ucznia.

## Geneza
Źródłem mahamudry jest pierwotny budda Wadżradhara (Wylie. rdo rje 'chang). Według buddyzmu termin „pierwotny budda” odnosi się do stanu dharmakai, jednego z trzech ciał buddy Siakjamuniego. Zgodnie z tekstem do praktyki nyndro zwanym „Praktyki wstępne Mahamudry” (Wylie. phyag chen sngon 'gro), autorstwa XVI Karmapy Rangdziung Rigpe Dordże, linia przekazu mahamudry dalej zaczyna się od mistrza Lodro Rinczena (Wylie. blo gros rin chen; transkrypcja sanskrycka. Ratnamati). Tym niemniej Tybetańczycy widzą indyjskie pochodzenie mahamudry esencji głównie w uczniu Lodro Rinczena znanym jako Saraha, m.in. w jego instrukcjach znanych jako pieśni „doha”. Saraha był mistrzem tantryka Nagardżuny (nie mylić z Nagardżuną madhjamikiem; ok. 150–250 r. n.e.).
Następnym po Nagardżunie w przekazie był Śawaripa (sanskryt. Śāvaripa ; Wylie. sha ba ri pa or ri khrod dbang phyug) – mistrz Maitripy. Maitripa (1007–1077) miał czterech uczniów, którzy nauczali w Tybecie: Nirupę (znanego jako Dampa Kor Nirupa, Wylie. Dam pa Skor Nirupa; 1062–1102; był to de facto Tybetańczyk z praktyki indyjskiego mahasiddhy Nirupy, który po swojej śmierci wykonał „purapraveśa”; tłum. „przejście w inne ciało”), Vajrapaniego z Nepalu od 1074 nauczającego w centralnym Tybecie (uczniem jego był Asu znany jako Balpo Kjeme, Wylie. balpo skiemed), tybetańskiego tłumacza Marpa Lotsałę (1012-1097) oraz bengalskiego panditę Atiśa (982–1054). Uczniem Atiśy był Dromtonpa (transliteracja Wyliego. Drom-tön Gyal-we Jungne, 1005–1064 r. n.e.), który jednak obawiając się wpływu mahamudry na monastycyzm nie kontynuował pełnego przekazu mahamudry. Natomiast Milarepa, uczeń Marpy, to głównie tantryk przekazu „Sześciu Dharm Naropy”. Uczniem Asu został Reczungpa (1084–1161) znany propagator mahamudry w Tybecie. Uczeń Milarepy Gampopa, wywodzący się z kadampy, połączył mahamudrę Milarepy i mahamudrę Atiśy tworząc ponadto nowy system mahamudry sutr. Następnie przekazy mahamudry kontynuowano w rozmaitych podszkołach dagpo kagju.
Mahamudra tantr kagju to głównie przekaz „Sześciu Dharm Naropy”, którego źródłem jest Tilopa i Naropa. Rozmaite szkoły kagju kultywują powyższe przekazy mahamudry sutr, tantr i esencji do czasów obecnych, uwzględniając nawet tradycje term, np. terton Drogon Tsangpa Gyare (1161–1211) z drukpa kagju wydobył przekaz mahamudry „Sześciu Wskazówek Jedynego Smaku” ukryty przez Reczungpę. Obecnie również szkoła gelug, wywodząca się pośrednio od Atiśy, posiada „Mahamudrę Gelug-Kagju” dzięki I Panczenlamie Lobsang Czokji Gjalcen. Oprócz wymienionych powyżej przekazów związanych z kagju istnieją inne przekazy mahamudry tantr sarma buddyzmu tybetańskiego, np. od takich indyjskich mahasiddhów jak Virupa, Lalita Wadżra, Kalaczakrapada, czy tybetańskiego Orgjenpy. Jest też pewne podobieństwo mahamudry tantr do tantr maha jogi ningma, mahamudry sutr do kategorii semde w dzogczen oraz mahamudry esencji do trekciö kategorii mennakde w dzogczen (opis w paragrafie Mahamudra#Porównanie z innymi praktykami).

## Praktyki mahamudry

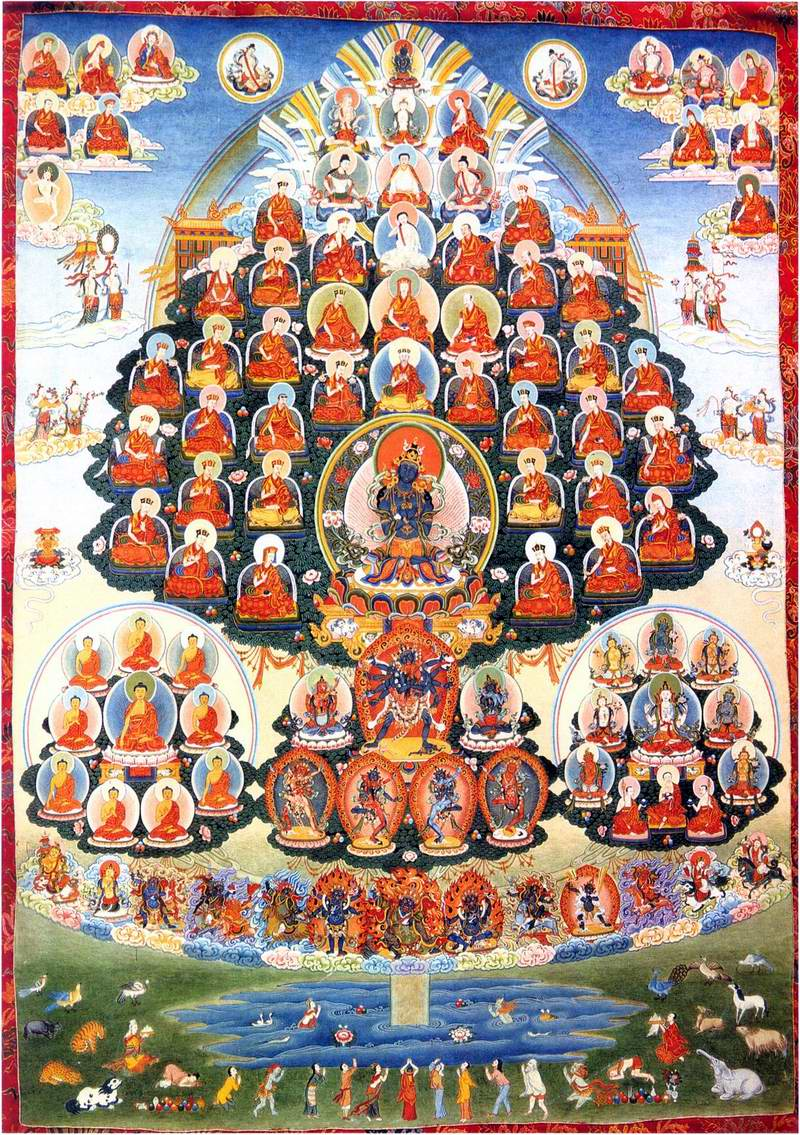
Malowidło przedstawiające linię przekazu karma kagju dla praktyki nyndro (Wylie. sngon 'gro).

Zanim otrzyma się nauki „Wielkiej Pieczęci” zwykle konieczna jest intensywna praktyka buddyjska jako przygotowanie. Tradycyjne podejście oferuje „Praktyki Wstępne Mahamudry” (tyb. ཕྱག་ཆེན་སྔོན་འགྲོ།; Wylie. phyag chen sngon 'gro; wymowa ciakcien nöndro):
- Cztery wstępne kontemplacje buddyjskie związane z mahamudrą:

1. kontemplacja o cennym ludzkim odrodzeniu umożliwiającym oświecenie mahamudry,
2. kontemplacja o nietrwałości życia szybko przemijającego podczas którego należy zrealizować mahamudrę,
3. kontemplacja o prawie karmy, które decyduje o przyszłych odrodzeniach (reinkarnacja),
4. kontemplacja o wszechobecności cierpień (dukkha) którym będzie się podlegać (jeżeli nie zrealizuje się mahamudry) podczas kolejnych odrodzeń (reinkarnacji) w świecie (samsara).

- Cztery wstępne praktyki wadżrajany związane z mahamudrą:

1. przyjęcie schronienia buddyjskiego oraz rozwinięcie Oświeconej Postawy (skt. bodhiczitta),
2. medytacja na Wadżrasattwę (tyb. Dordże Sempa) dla oczyszczenia ze splamień,
3. podarowania Mandali dla nagromadzenia dobroczynnego potencjału tzw. zasługi,
4. medytacja na Nauczyciela i Jego Linię Przekazu Mahamudry (skt. Guru Joga, tyb. Lami Naldzior).

Po ukończeniu praktyk wstępnych mistrz mahamudry może przekazać jedną z trzech dostępnych ścieżek mahamudry, tj. mahamudrę sutr, mahamudrę tantr bądź mahamudrę esencji.
Jeżeli będzie wybrana ścieżka mahamudry tantr to uczeń/uczennica otrzyma praktykę jidama na podstawie odpowiedniej dla niego/niej wybranej tantry jogi najwyższej (skt. Maha Anuttara Yoga Tantra), i zacznie praktykę fazy budującą (tyb. cierim, transliteracja Wyliego. bskyed rim), a jeżeli osiągnie odpowiednie jej zrealizowania rozpocznie fazę spełniającą (tyb. dzokrim, transliteracja Wyliego. rdzogs rim), gdzie pracuje się z kanałami, wiatrami i esencjami w ciele np. poprzez „Sześć Dharm Naropy”.
Jeżeli będzie wybrana ścieżka mahamudry sutr otrzyma się praktykę bazującą na dwóch etapach:
- praktyka wyciszenia umysłu (tyb. szine, ཞི་གནས་, Wylie. zhi gnas, skt. śamatha) dla uzyskania jedno-upunktowionej nieprzerwanej obecności,
- praktyka wglądu w naturę rzeczywistości (tyb. laktong, ལྷག་མཐོང་, Wylie. lhag mthong, skt. vipaśyanā), uzyskana pod wpływem nieprzerwanej obecności szine, dla zrealizowania mahamudry.

W tradycji nauk pochodzących od Gampopy praktyka owa przebiegać będzie poprzez „Cztery Jogi Mahamudry” (Wylie. phyag rgya chen po’i rnal 'byor bzhi):
1. jednoupunktowienie (Wylie. rtse gcig),
2. prostota (Wylie. spros bral),
3. jeden smak (Wylie. ro gcig),
4. nie-medytacja (Wylie. sgom med).

Mahamudra ta jest tradycją sutr ponieważ Gampopa zintegrował nauki sutr z lamrim obejmujące poglądy o naturze buddy i pustości zjawisk siunjata z dogłębnymi metodami bezpośrednich instrukcji ukazujących (ang. pointing out instructions) typowych dla tradycji wadżrajany opartych na oddaniu dla mistrza i jego linii przekazu. Mahamudra sutr ze względu na swoją subtelność jednak zwykle praktykowana jest wraz z tantrami jogi najwyższej. Dziamgon Kongtrul Lodro Thaje definiuje w encyklopedii „Skarbnica Wiedzy” buddyzmu: „jest praktyką niemal każdego dzierżawcy „serca” (linii) Dagpo (tj. Gampopy) do czasów obecnych, że instrukcje mahamudry są po otrzymaniu wcześniej inicjacji (w tantry jogi najwyższej). To jest punkt wspólny dla (mahamudry) sutr i tantr”.
Mahamudra esencji to najbardziej bezpośrednia metoda mahamudry dla rozpoznania natury umysłu jaka istnieje w buddyzmie. Jak mówi Szamar Rinpocze:
„Nauczyciel jest oświecony, a uczeń jest gotów by to oświecenie osiągnąć. Jest to bezpośrednie rozpoznanie umysłu przez umysł, bezpośrednie medytowanie na rezultat, zamiast przechodzenia wielu etapów. Uczeń potrafi rozpoznawać umysł i jego manifestacje bez konieczności używania uprzednio określonych metod. Po prostu, gdy jest przez kogoś naprowadzony, jego obudzona inteligencja rozpoznaje to, co zostaje mu pokazane. W wypadku niektórych ludzi rozpoznanie to występuje natychmiast.”

## Porównanie z innymi praktykami

### Buddyzm tybetański

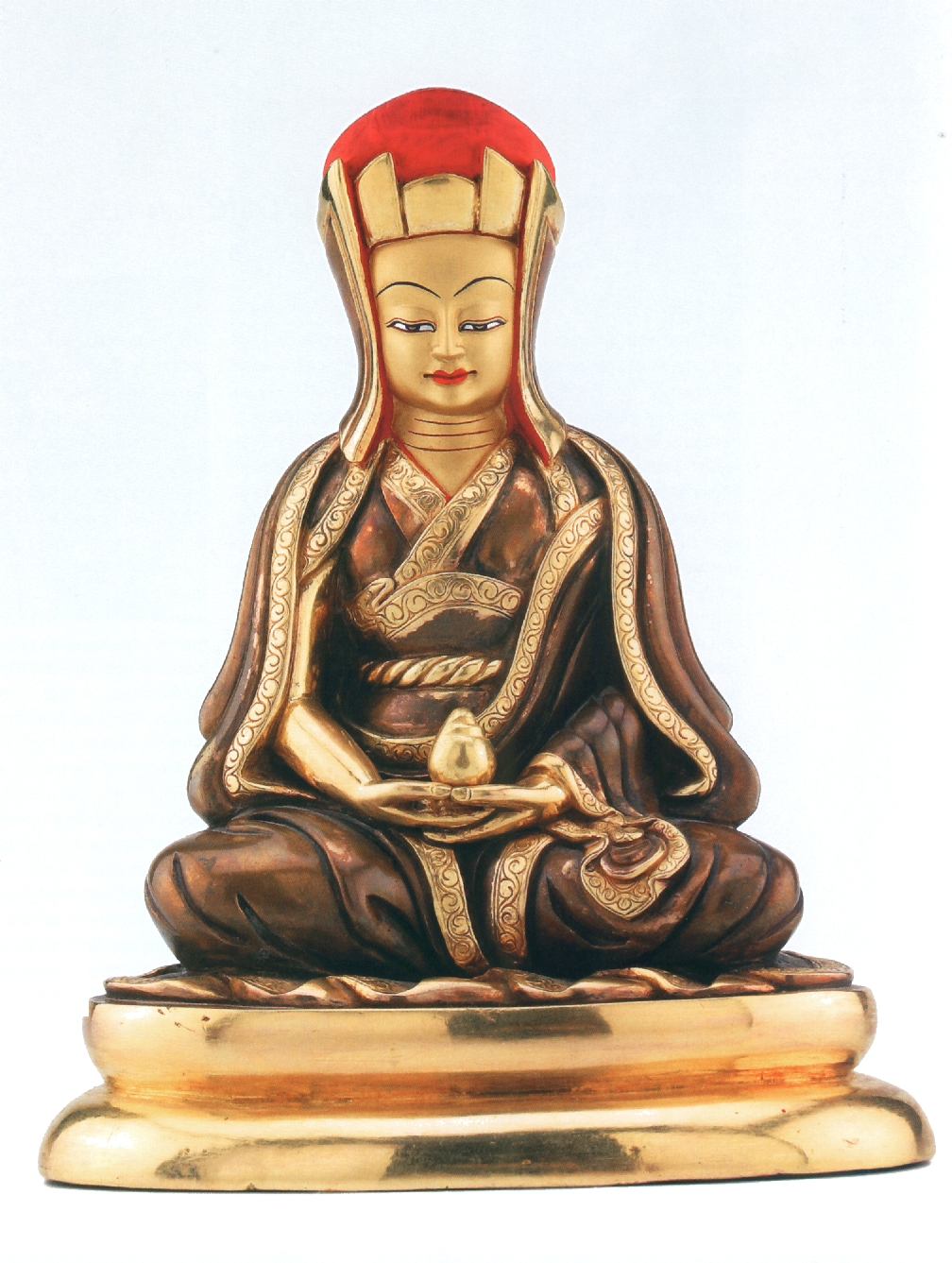
Zdjęcie posążku przedstawiającego Gampopę (Wylie. sgam po pa bsod nams rin chen; 1079-1153).

W szkole ningma buddyzmu tybetańskiego istnieje porównanie mahamudry tantr ze zrealizowaniem w praktyce tzw. tantr wewnętrznych, w szczególności tantr maha jogi. Najbardziej cenioną praktyką jest natomiast dzogczen. Współczesny badacz buddyzmu tybetańskiego i mistrz dzogczen Namkhai Norbu uważa, że „Cztery Jogi Mahamudry” Gampopa opracował na podstawie dzogczen kategorii semde (kategoria umysłu; Wylie. sems sde) na temat „Czterech Kontemplacji” mistrza Wajroczany (tyb. བཻ་རོ་ཙ་ན་, Wylie. bai ro tsa na; VIII w n.e.). Dzogczen posiada unikatowe praktyki tögal (Wylie. thod-rgal) w których występują „Cztery Wizje” (Wylie. snang ba bzhi). Żadna z tradycji mahamudry nie posiada takich metod. Istnieje porównanie mahamudry esencji do praktyki trekciö (Wylie. khregs-chod) kategorii mennakde w dzogczen, jeżeli jest nauczana bez popadania w gradualizm „Czterech Jog”. Metoda mahamudra esencji, poprawnie tłumaczona jako „Istota Mahamudry”, przekracza wszystkie komplikacje i niebezpośredniość stopniowych ścieżek wprost to samej istoty, mahamudry samej w sobie.
Szkoła sakja znana m.in. z unikatowych nauk mahamudry tantr „Ścieżki i Owocu” (tyb. Lamdre, Wylie. lam 'bras), wywodzących się od indyjskiego mahasiddhy Virupy, uważa jedynie stan mahamudry ze zrealizowaniem tantr jogi najwyższej, kwestionując przy tym nauki mahamudry sutr (np. według dzieł scholastyka Sakja Pandita).
Szkoła gelug oprócz mahamudry tantr posiada unikatową linię przekazu „Mahamudry Gelug-Kagju” dzięki I Panczenlamie Lobsang Czokji Gjalcen. Z punktu widzenia szkół sarma (buddyzm), takich jak gelug, ekwiwalentem nauk „Wielkiej Pieczęci” może być dzogczen.
W poniektórych szkołach kagju już od czasów III Karmapy Rangdziung Dordże (1284–1339) naucza się wspólnie mahamudrę i dzogczen jako kompatybilnych. Współczesnym przykładem są mistrzowie Mingyur Rinpocze i Dzogchen Ponlop. Mahamudra niekiedy jest bardziej wskazana dla stopniowego kształcenia ludzi o analitycznym usposobieniu niż dzogczen, który jest dla tych o bardziej empirycznych zdolnościach. W tym połączeniu kagju-ningma mahamudra bardziej podkreśla wyraźność (ang. vividness) zjawisk a dzogczen bardziej przejrzystość (ang. luminosity) tworzącą zjawiska. Wielu mistrzów dzogczen znanych było z nauczania mahamudry zamiast dzogczen. Tulku Urgyen w swojej biografii wspomina: „Shakya Shri (Wylie. rtogs ldan shakya shri, 1853–1919, jeden z największych mistrzów dzogczen znany jako „Pan Siddhów”) nauczał swoich uczniów „wy należycie do Doliny Mahamudry”, a innych „wy należycie do Doliny Dzogczen”. W ten sposób dzielił ich na dwie osobne grupy by dawać instrukcje mahamudry bądź dzogczen w zależności od ich indywidualnych zdolności”.
Należy przy tym zaznaczyć, że pierwsi założyciele kagju pewni samowystarczalności swojej mahamudry nie czuli potrzeby jakiegokolwiek łączenia z naukami dzogczen. Gampopa nauczał mahamudry jako „pojedynczego panaceum” na całą samsarę. Swojemu uczniowi Dagpo Gomcülowi (Wylie. dwags po sgom pa tshul khrims snying po; 1116-1169) podkreślał: „Jest tylko czterech w linii (przekazu) między nami a buddą!”, „Kompletne kagju i wszystkie dakinie są tuż za tobą w (miejscu) medytacji”. Karmapie Düsum Kjenpa (Wylie. dus gsum mkhyen pa; 1110-1193) wręcz powiedział: „dzogczen jest dharmą prowadzącą z poziomów bodhisattwy szóstego i siódmego wzwyż. Tak jakby pięcioletnie dziecko zapewniało, że ma właściwości dwudziestopięcioletniego dorosłego, praktykujący dzogczen zapewniają o byciu buddą właśnie teraz”.

### Buddyzm zen
Chińskie szkoły buddyzmu chan, koreańskie sŏn i japońskie zen również kultywują nauczanie o naturze umysłu, które można porównywać do mahamudry. Mahamudra sutr uwarunkowana jest jednak metodami charakterystycznymi tylko dla wadżrajany, np. „Guru Joga” oraz jest udzielana zwykle po inicjacjach w tantry jogi najwyższej. Mahamudra tantr posiada metody tantr jogi najwyższej, gdzie następuje tantryczne przekształcenie naturalnego procesu umierania, stanu przejściowego Bardo i po nim odrodzenia, w odpowiadające im trzy ciała Buddy. „Natychmiastowa” mahamudra esencji posiada tantryczną „Inicjację Wadżra Mądrości” (sanskryt adhishthana, ang. the empowerment of vajra wisdom) od samego początku praktyki i jest dlatego uważana za ekwiwalent praktyki trekciö z tantr dzogczen.